# Ветрен (квартал на Бургас)
Вижте пояснителната страница за други населени места с името Ветрен.
Вѐтрен е квартал на черноморския град Бургас.
През 1949 г. дотогавашното село Ветрен е преименувано на село Житарово, отново е наименувано Ветрен през 1991 г., а с Решение 58 на Министерския съвет от 2 февруари 2009 г. е закрито като отделно населено място и е присъединено към Бургас.

## География
Квартал Ветрен се намира на 13 km северозападно от центъра на Бургас, по пътя за столицата София. Разположен е в Бургаската низина. На север от Ветрен се намира квартал Банево и започват южните склонове на Стара планина, а на около 5 km на изток–югоизток е западният бряг на Атанасовското езеро. Близо до Ветрен от източната му страна са разположени Бургаските минерални бани. При пътния разклон южно от Ветрен свършва със своя километър "359" минаващата покрай квартала автомагистрала „Тракия“, която свързва Бургас със София.
Климатът е крайморски с континентално влияние. Средногодишната температура на въздуха е около 12,4 °C, при средна януарска около 1 °C, а през юли – около 23,8 °C. Лятото е топло и горещо, зимата е мека до умерено студена. Пролетта настъпва към средата на март, а топлата и слънчева есен продължава докъм началото на декември. Облачността и относителната влажност на въздуха са умерено изразени, валежите са слаби – около 500 mm средногодишно, като снежната покривка е краткотрайна, около 20 дни в годината. Мъгливостта също е слаба, средногодишно около 25 дни с мъгла. Продължителността на слънчевото греене е значителна, над 2000 часа годишно. Тези климатични показатели създават благоприятни условия за провеждането на целогодишно балнеолечение и за комплексно балнео-климатолечение и профилактика.

## История
Историята на Ветрен предимно като курорт е тясно свързана с тази на близките минерални бани, които функционират от античността, когато са били известни под имената А̀кве Ка̀лиде и Термополис.
В летописите често се споменават лечебните минерални води на курорта. Първите сведения датират от времето на Филип II Македонски (IV в. пр. н. е.) Готският летописец Йорданес (VI век) описва как „огнена горещина изригва от извора, най-първия и най-добрия измежду многобройните други извори в целия свят за лекуване на болни“. Под името Акве калиде, по-късно – Термополис, този голям балнеологичен център процъфтява с векове, посещаван от болни от близки и далечни краища, сред които множество римски и византийски императори, български царе и османски султани. Запазено е описанието на съпругата на император Тиберий II, която около 580 г. успешно се излекувала в Термополис и в знак на благодарност подарила императорската си мантия на местната църква.

През 1206 г., при нахлуването на латинския император Анри Фландърски в българското царство, курортът е разрушен и опожарен. Императорският пълководец Жофроа дьо Вилардуен пише: 
| „                    | Това беше много красив град, добре разположен, с множество топли извори за къпане – най-хубавите в целия свят. От него отнесохме огромна плячка. | “ |
| Жофроа дьо Вилардуен | |   |

Едва 350 години по-късно турският султан Сюлейман I издигнал султански хамам, който след основно преустрояване се използва и днес, наред с новата балнеолечебница.
Селото е заселено в голямата си част от преселници от днешния град Ветрен, чието име носи. В селото се заселват и бежанци от Източна Тракия – 24 семейства от Каваклия, 21 – от Татарлар, 2 – от Карахадър и други.
През 1932 г. с общите усилия на неговите жители се построява първата сграда на основното училище, чийто патрон е националният герой Христо Ботев. През 1981 г. е построена втората учебна сграда, в която се преподава и днес.
Ветрен е село в състава на Община Бургас до 14 февруари 2009 г., откогато е присъединено към град Бургас с Решение № 58 на МС от 2 февруари 2009 г. (Обн., ДВ, бр. 11 от 10 февруари 2009 г.)

## Транспорт
Кварталът се обслужва от 1 автобусна линия: автобус № 3.

## Религии
Във Ветрен населението изповядва източно православие. В квартала има църква, която носи името „Възнесение Господне“.

## Обществени институции
- Кметство
- Читалище „Обнова“
- Университетска многопрофилна болница за активно лечение „Дева Мария“ (УМБАЛ „Дева Мария“)
- Национална онкологична болница „Дева Мария“ – официално открита през 2023 г.
- Санаториуми

- Снимки от Ветрен
- Кметство
- Читалище „Обнова“
- Болница „Дева Мария“
- Балнеосанаториум край минералните извори

Край квартала се намира Затворническо общежитие от открит тип „Житарово“, част от Бургаския затвор, което обработва около 10 хектара овощни градини.

## Забележителности
На територията на Ветрен има открити и действащи още от древността (виж по-горе) минерални извори с „лековита вода“. Температурата на водата от основните извори е 42 °C, а в ръкавите от подпочвени води, не по-малко от 30 °C. В обособилата се местност Минерални бани – между кварталите Ветрен и Банево, има изграден балнеологичен център с множество почивни бази и басейни, захранвани с изворна вода. Минералните бани се намират на 0,5 км от Ветрен в непосредствена близост до вилната зона на квартала.

## Спорт
В края на 1970-те години във Ветрен започват активно да се занимават с футбол, като това начало дава Неделчо Добрев. През 1980 г. е основан ФК Ветрен. Най-голямата победа е 24:0 срещу Урожай от град Българово. Във Ветрен са играли доста известни футболисти като: Тодор Киселичков (Нефтохимик), Стойко Сакалиев (Арка), Георги Чиликов (Локомотив (Пд)), Радостин Кишишев (Литекс), Петър Кънчев (Паниониос), Николай Кръстев (Черноморец), Момчил Желев (Несебър), Веселин Шулев (Нефтохимик). Днес във Ветрен има два футболни клуба: ФК Ветрен и ФК Ветрен 2, към които е изградена детско-юношеска школа с треньори Господин Господинов и Неделчо Добрев, която работи към Черноморец (Несебър). 33 години по-късно Ветрен все още има футбол, с треньор Марин Попов.
Освен футбол има и ръгби отбор (мъже и жени), водени от Петко Колев. Отборът има доста отличия: 2 пъти първо място на държавно първенство, 3 пъти второ място и веднъж трето място.